# E371 (trasa europejska)
E371 – oznaczenie europejskiej trasy łącznikowej (kategorii B), biegnącej przez południowo-wschodnią Polskę i wschodnią Słowację.

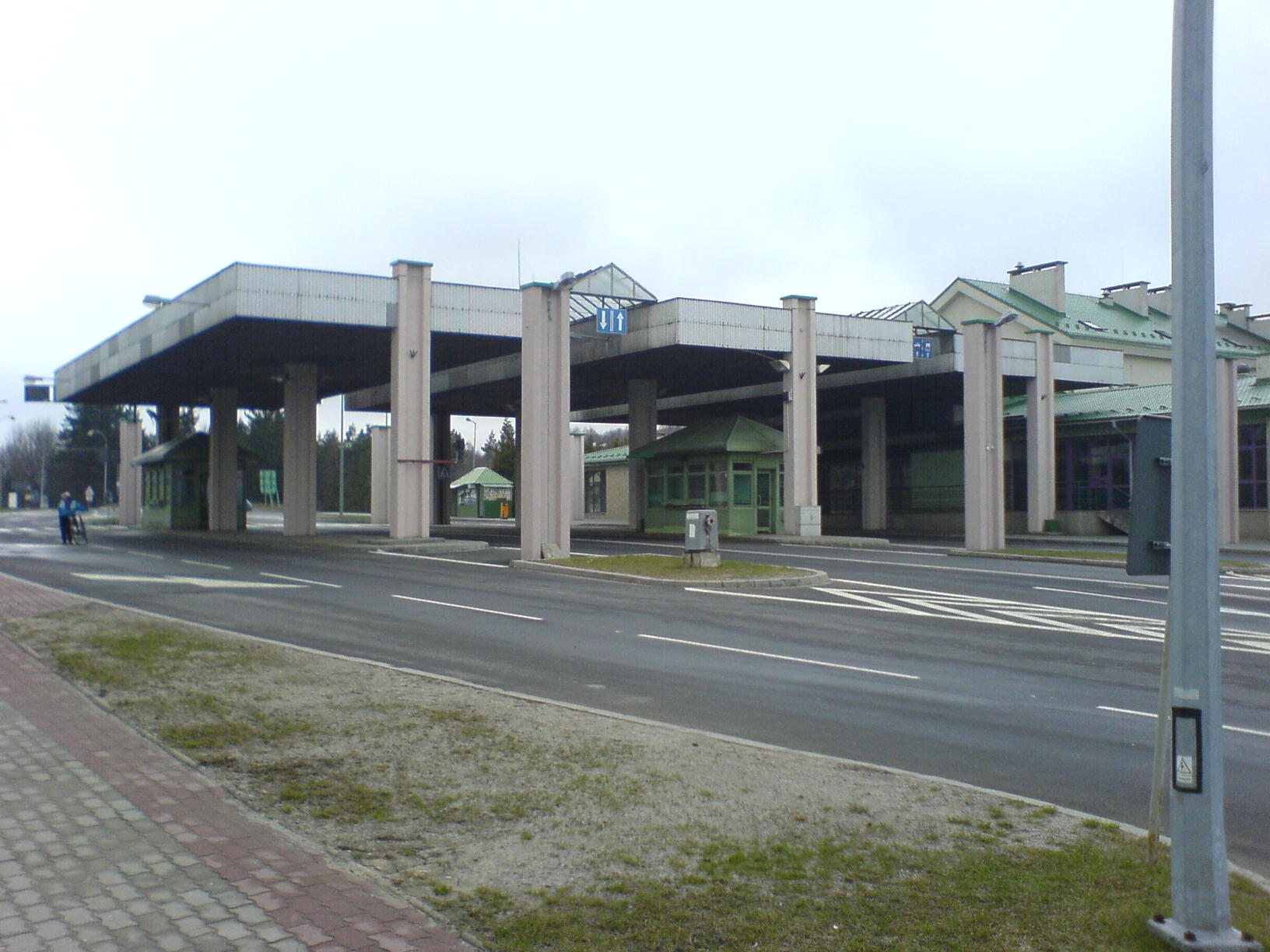
Nieistniejące już polsko-słowackie przejście graniczne Barwinek-Vyšný Komárnik na drodze krajowej nr 19

E371 zaczyna się w Radomiu, gdzie odbija od drogi wojewódzkiej nr 735 (dawnej trasy europejskiej E77). W Polsce biegnie szlakiem drogi krajowej nr 9 przez Ostrowiec Świętokrzyski, Rzeszów, następnie szlakiem drogi krajowej nr 19 przecina drogę krajową nr 28 w Miejscu Piastowym (koło Krosna) i dalej do granicy państwowej Vyšný Komárnik – Barwinek. Na terenie Słowacji biegnie szlakiem drogi krajowej nr 21 przez Svidník i Giraltovce do skrzyżowania z drogą krajową nr 18 koło wsi Chmeľov, a od tego miejsca – szlakiem drogi krajowej nr 18 do Preszowa. W Preszowie E371 łączy się z trasą europejską E50.
Ogólna długość trasy E371 wynosi około 353 km, z tego 279 km w Polsce, 74 km na Słowacji.